# Новоайдарський район
Новоайда́рський райо́н — колишній район в Луганській області України. Населення становить 25 263 особи (на 1 серпня 2013, в межах 2013 року). Площа району 1835,88 км². Адміністративний центр — смт Новоайдар. Утворений 7 березня 1923 року.
Новоайдарський район має сільськогосподарський напрямок у розвитку. Районові належить 153 тис. га екологічно чистих земель, у тому числі 36 тис. га лісів з мисливськими угіддями.

## Географія
Новоайдарський район розташований в географічному центрі Луганської області на сході України, за 80 км від російського кордону. На півдні район має три ексклави — села Лобачеве, Лопаскине і місто Щастя.
Районом протікає одна з найчистіших річок України Айдар, водна перлина Східної Слобожанщини. Район багатий на підземні водні запаси, озера, річки, має великі запаси крейди, мергелю, глини, піску.
Східна частина району багата на вугілля, недалеко від села Муратове відкрито газоконденсатне родовище.
На заході району розташовані масиви хвойного лісу.
Клімат регіону — помірно континентальний.

### Флора
На території району трапляються рослини, занесені до Червоної книги України:
- зозулині сльози яйцеподібні (Listera ovata), Капітанове;
- келерія Талієва (Koeleria talievii), ендемік середньої течії Сіверського Дінця;
- ковила волосиста (Stipa capillata), вузьколиста (Stipa tirsa), дніпровська (Stipa borysthenica), Залеського (Stipa zalesskii), Лессінга (Stipa lessingiana), найкрасивіша (Stipa pulcherrima), пухнастолиста (Stipa dasyphylla) і українська (Stipa ucrainica) — численні популяції в степу;
- пирій ковилолистий (Elytrigia stipifolia) на крейдяних відслоненнях;
- півонія вузьколиста (Paeonia tenuifolia);
- полин суцільнобілий (Artemisia hololeuca), крейдяні схили поблизу Новоайдару;
- рябчик малий (Fritillaria meleagroides), заплава Айдару;
- рястка Буше (Ornithogalum boucheanum), поблизу Муратового;
- сальвінія плавуча (Salvinia natans), води Айдару;
- сон лучний (Pulsatilla pratensis);
- тюльпан дібровний (Tulipa quercetorum) і змієлистий (Tulipa ophiophylla);
- шафран сітчастий (Crocus reticulatus), звичайна рослина дібров;
- шоломниця крейдяна (Scutellaria creticola), Колядівка.

## Історія
Вперше Новоайдар, як козацька слобода, з'являється на мапі України у 1687 році, коли на річці Айдар будують свої військові укріплені містечка козацькі вихідці з Дону, які звали себе новодонцями, про що в переписному листі козацьких містечок за 1707 рік вказано «тому 20 років збудовано Новоайдарський городок і в ньому 70 мешканців».
На початку XVIII століття новоайдарці активно підтримали збройне повстання Кіндрата Булавіна. Разом із придушенням повстання у 1708 році було знищено дотла й Новоайдарську слободу, а всіх її мешканців (жінок і дітей теж) було страчено. Лише через кілька десятиліть селяни Судженського уїзду Курської губернії відновлять поселення.
У 1779 році Новоайдарська слобода стала повітовим містом Азовської губернії і дістала сучасну назву Новоайдар. Згодом, після створення Української, а потім Дніпровської укріплених ліній оборонне значення Новоайдара було втрачено.
У 1918 році у запеклих боях між селянськими, білогвардійськими та червоногвардійськими загонами в Новоайдарі було встановлено радянську окупацію. 7 березня 1923 року село стало центром Новоайдарського району Старобільського округу.
У 1929 році в Новоайдарі було утворено перший колгосп «П'ятирічка».
Найяскравішим представником того часу стала Феодосія Стефанівна Перова. Вісімнадцятирічною дівчиною, закінчивши курси при Новоайдарській машинно-тракторній станції, вона організувала першу на Луганщині жіночу тракторну бригаду й кинула виклик на трудове змагання Прасковії Ангеліній. 1946 року Ф. С. Перова отримала звання Героя Соціалістичної праці.
12 липня 1942 року німецько-фашистські війська увійшли до Новоайдара. 190 днів тривала окупація. Лише 21 січня 1943 року танкові частини генерала Полубоярова визволили Новоайдар від німецьких військ. Одна з вулиць Новоайдара носить ім'я Полубоярова.
Понад 10 тисяч новоайдарців були призвані до радянської армії, в тому числі 389 жінок. Загинуло з 1941 по 1945 рік 6448 осіб. На Айдарщині 34 братських могили, в яких поховано понад 1500 воїнів. За героїзм та мужність сотні новоайдарців отримали високі державні нагороди, а О. С. Шопін, П. Г. Шевченко, М. М. Говорунов були удостоєні звання Героя Радянського Союзу, Г. Ю. Кофанов, М. А. Гетьман стали повними кавалерами солдатського ордену Слави.
У 1947 році за високі врожаї зернових механізатора А. Я. Кузьменка було нагороджено орденом Леніна, високі нагороди держави отримали десятки селян.
У 1957 році Новоайдар отримує статус селища міського типу, тут починають будуватись двоповерхові житлові будинки та об'єкти соціальної та культурної сфери.
За час існування Новоайдарський район та населені пункти були піддані змінам в адміністративно-територіальному устрої. 1962 року у зв'язку з укрупненням сільських районів Новоайдарський район був ліквідований, а у 1965 році знову відновлений.
7 жовтня 2014 року до Новоайдарського району були приєднані Кримська і Трьохізбенська сільські ради, села Лобачеве і Лопаскине Слов'яносербського району, а також місто Щастя Луганської міської ради.

## Адміністративний устрій
Адміністративно-територіально район поділяється на 1 міську (Щастинська), 1 селищну (Новоайдарська) та 16 сільських рад, які об'єднують 47 населених пунктів і підпорядковані Новоайдарській районній раді. Адміністративний центр — смт Новоайдар.

### Список сіл району
(станом на 1 жовтня 2014 року)
| Назва            | Входження                    |
| ---------------- | ---------------------------- |
| Айдар-Миколаївка | Новоайдарська селищна рада   |
| Бахмутівка       | Бахмутівська сільська рада   |
| Безгинове        | Гречишкинська сільська рада  |
| Вовкодаєве       | Колядівська сільська рада    |
| Гаврилівка       | Чабанівська сільська рада    |
| Гречишкине       | Гречишкинська сільська рада  |
| Деменкове        | Бахмутівська сільська рада   |
| Денежникове      | Денежниківська сільська рада |
| Дмитрівка        | Дмитрівська сільська рада    |
| Дубове           | Бахмутівська сільська рада   |
| Капітанове       | Муратівська сільська рада    |
| Ковпаки          | Штормівська сільська рада    |
| Колядівка        | Колядівська сільська рада    |
| Маловенделівка   | Новоайдарська селищна рада   |
| Михайлівка       | Бахмутівська сільська рада   |
| Михайлюки        | Олексіївська сільська рада   |
| Муратове         | Муратівська сільська рада    |
| Нижній Суходіл   | Чабанівська сільська рада    |
| Новоохтирка      | Новоохтирська сільська рада  |
| Окнине           | Гречишкинська сільська рада  |
| Олександрівка    | Чабанівська сільська рада    |
| Олексіївка       | Олексіївська сільська рада   |
| Переможне        | Штормівська сільська рада    |
| Петренкове       | Штормівська сільська рада    |
| Попасне          | Новоохтирська сільська рада  |
| Пурдівка         | Чабанівська сільська рада    |
| Путилине         | Гречишкинська сільська рада  |
| Райгородка       | Райгородська сільська рада   |
| Смолянинове      | Смолянинівська сільська рада |
| Співаківка       | Співаківська сільська рада   |
| Степний Яр       | Новоохтирська сільська рада  |
| Трудове          | Штормівська сільська рада    |
| Царівка          | Бахмутівська сільська рада   |
| Чабанівка        | Чабанівська сільська рада    |
| Чистопілля       | Побєдівська сільська рада    |
| Штормове         | Штормівська сільська рада    |

## Населення
Станом на [січня]] 2005 рік наявне населення — 27352 осіб, або 1,12 % від населення області, у тому числі
- міського — 8913 (смт Новоайдар)
- сільського — 18439

Етнічний склад населення району станом на 2001 рік був представлений наступним чином:
- українці — 56,1 %;
- росіяни — 42,7 %;
- білоруси — 0,4 %
- інші національності — 0,8 %[3].

Етномовний склад сільських та міських рад району (рідна мова населення) за переписом 2001 року, %
|                              | російська | українська | вірменська | білоруська |
| Новоайдарський район         | 53,6      | 46,0       | 0,1        | 0,1        |
| ---------------------------- | --------- | ---------- | ---------- | ---------- |
| смт Новоайдар                | 76,7      | 23,1       | 0,0        | 0,0        |
| Олексіївська сільська рада   | 9,5       | 90,3       |            | 0,2        |
| Бахмутівська сільська рада   | 71,4      | 28,5       |            | 0,1        |
| Гречишкинська сільська рада  | 81,8      | 17,2       | 0,8        | 0,1        |
| Денежниківська сільська рада | 86,1      | 13,8       |            |            |
| Дмитрівська сільська рада    | 14,2      | 85,1       |            |            |
| Колядівська сільська рада    | 9,2       | 90,8       |            |            |
| Муратівська сільська рада    | 12,2      | 86,7       | 0,1        | 0,2        |
| Новоахтирська сільська рада  | 24,6      | 74,9       |            | 0,3        |
| Побєдівська сільська рада    | 12,7      | 84,4       | 0,3        | 0,4        |
| Райгородська сільська рада   | 90,9      | 8,5        |            | 0,1        |
| Смолянинівська сільська рада | 9,7       | 90,2       |            |            |
| Співаківська сільська рада   | 83,7      | 16,3       |            |            |
| Чабанівська сільська рада    | 10,3      | 89,4       |            | 0,1        |
| Штормівська сільська рада    | 12,8      | 86,6       | 0,1        | 0,1        |

## Економіка

### Промисловість
Промисловість району складають переробні підприємства:
- ЗАТ «Редан» — переробка молока і виробництво масла і сиру;
- Завод комбікормів — виробництво комбікормів і вирощування птаха;
- Державне лісомисливське господарство — вирощування і переробка лісу;
- ЗАТ СВФ «Агротон» — виробництво борошна, комбікормів;
- «Новоайдарська друкарня»- целюлозно-паперова промисловість.

### Сільське господарство

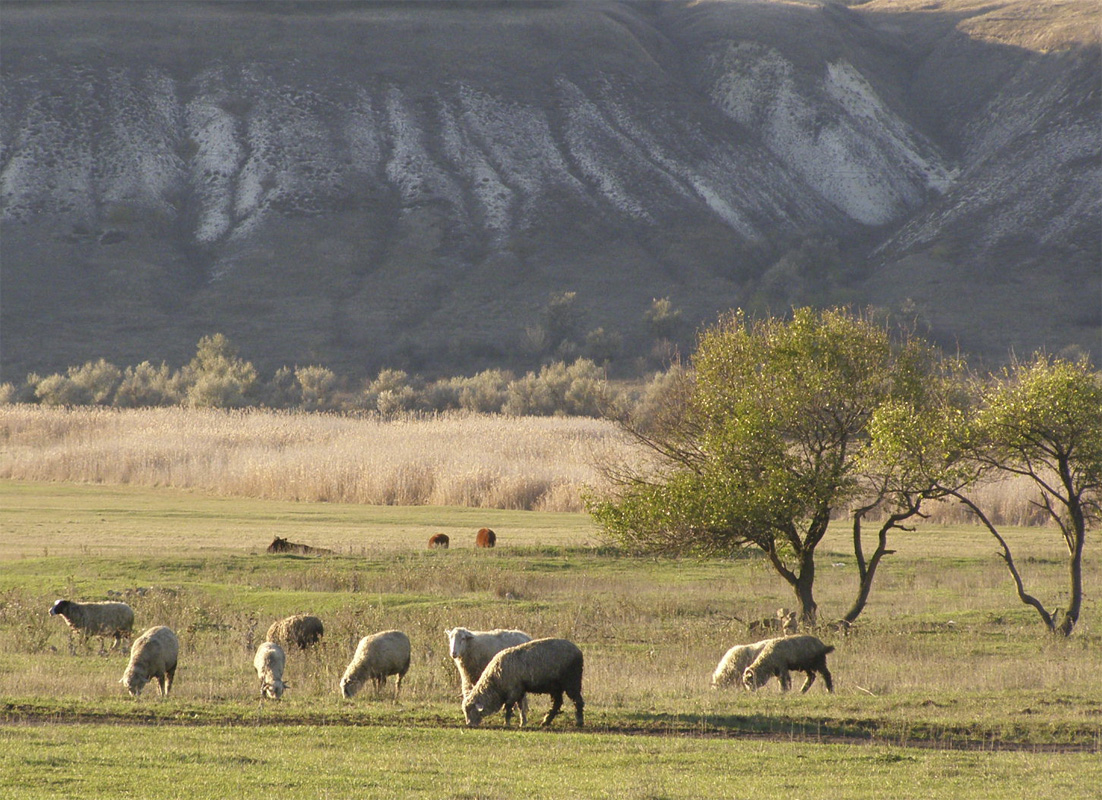
Сільське господарство у Новоайдарському районі

Загальна площа сільгоспугідь 102,6 тис. га:
- у тому числі ріллі 73,4 тис. га;
- лісів і насаджень 26 тис. га;
- 35 колективних сільгосппідприємств;
- 64 фермерські господарства;
- 13,9 тис. особистих господарств громадян.

### Структура земельного фонду
Станом на 1 січня 2005 року загальна земельна площа — 153 578 га, у тому числі: сільськогосподарські угіддя — 102 500,6 га
із них:
- рілля — 71 002,6 га
- перелоги — 2 023,7 га
- багаторічні насадження — 1 813,4 га
- сіножаті — 5 199,2 га
- пасовища — 22 461,3 га
- Ліси та інші лісовкриті площі — 33 951,1 га
- Водний фонд — 827,6 га
- Інші землі — 1 135,7 га.

## Пам'ятки

### Заповідні зони

«Баранячі лоби» і Монумент жертвам Голодомору 1932—1933 рр. у Новоайдарі

На заході району розташовані масиви хвойного лісу.
Район має вісім об'єктів природо-заповідного фонду, у тому числі:
- Пам'ятка природи загальнодержавного значення «Айдарська тераса» — 100 га
- Лісовий заказник місцевого значення «Айдарська тераса-2» — 92 га
- Заповідне урочище місцевого значення «Капітанівський ліс» — 542 га
- Заповідне урочище місцевого значення «Горіхове» — 41 га
- Природо-археологічний пам'ятник місцевого значення «Баранячі лоби» — природне утворення на розламі крейдяних гір Донецького кряжу — 2 га
- Ботанічна пам'ятка природи місцевого значення «Співаківський» — 150 га
- Парк-пам'ятка садово-паркового мистецтва «Дружба» с. Побєда — 50 га
- Ландшафтний заказник місцевого значення Нижній суходіл — 141,2 га

## Політика
25 травня 2014 року відбулися Вибори Президента України. У межах Новоайдарського району було створено 12 виборчих дільниць. Явка на виборах складала — 12,49 % (проголосували 1 155 із 9 248 виборців). Найбільшу кількість голосів отримав Петро Порошенко — 39,57 % (457 виборців); Сергій Тігіпко — 17,14 % (198 виборців), Михайло Добкін та Юлія Тимошенко — по 7,62 % (по 88 виборців), Вадим Рабінович — 6,32 % (73 виборців). Решта кандидатів набрали меншу кількість голосів. Кількість недійсних або зіпсованих бюлетенів — 1,47 %.